# 拿杜
朗拿度·艾巴里斯度·洛迪古斯（葡萄牙語：Ronaldo Aparecido Rodrigues，1982年9月10日—）簡稱拿杜（Naldo），是一名巴西職業足球員，擔任中堅。

## 生平
拿杜於2005年夏天由巴西球會青年人加盟雲達不來梅。

## 外部連結
- Career statistics at fussballdaten.de （页面存档备份，存于） （德文）